# 聖トマス・アクィナスの神格化
『聖トマス・アクィナスの神格化』（せいトマス・アクィナスのしんかくか、西: Apoteosis de santo Tomás de Aquino, 英: The Apotheosis of Saint Thomas Aquinas）は、スペインのバロック絵画の巨匠フランシスコ・デ・スルバランが1631年にキャンバス上に油彩で描いた絵画である。元来、セビーリャのドミニコ会派サント・トマス学院のために制作されたが、現在はセビーリャ美術館に所蔵されている。
スルバランは、1631年にサント・トマス学院との間に小礼拝堂用の祭壇画を描く契約をした。契約では図像は学院長が規定するものとされ、スルバランはそれに忠実に従う約束をした。その主題はきわめて複雑なもので、2つの目的を持っていた。第一に、ドミニコ会の博学の聖人トマス・アクィナスをカトリック教会の4人の教会博士の間に表わし、聖霊の保護の下に置くことによって礼賛することであった。第二に、1517年にドミニコ会士の枢機卿ディエゴ・デ・デサが行ったサン・トマス学院の設立を記念することであった。

## 作品
絵画の構図は明快で、16世紀と17世紀初頭にセビーリャで用いられた垂直方式を復活させて用いられている。画面は二分され、下部に建築を背景とした地上部分が、上部には雲に満ちた天上界が描かれている。構図の明快さは左右対称性によっていっそう強められている。この画面に人物群が水平に三列 (上段、中段、下段) 描かれている。本作の大きさと目的を考えた場合、多くの教訓画と同じ道をたどり、退屈な画面になってもおかしくないが、作品は単調さに陥っていない。スルバランは人物の性格描写の鋭さと才気あふれる色彩の使用によってそうした単調さを避けているのである。
画面上部中央には、聖トマス・アクィナスが自身のペンを高く掲げ、聖なる霊感を受けているかのように聖霊のハトを見上げている。天国には上段の人物群をなすイエス・キリスト、聖母マリア、使徒聖パウロ、聖ドミニクスが左から右へ座している。次いで、中段の人物群として、左から右へ4人の教会博士である教皇グレゴリウス1世 、聖アンブロシウス、聖ヒエロニムス、聖アウグスティヌスが聖トマス・アクィナスを取り囲む。彼らは重厚な表情と慎重なジェスチャーを見せる現実的な人間として描かれている。また、スルバランは、豪華に刺繍された衣服を描く才能を持っていたが、これらの人物像にその才能が十分に発揮されている。
画面下部左側では下段の人物群をなす聖職者たちが跪いている。その一番前にはドミニコ学院の創設者ディエゴ・デ・デサがおり、3人のドミニコ会士のアロンソ・デ・オルティス (Alonso de Ortiz) 、ペドロ・デ・バリェステロス (Pedro de Ballesteros) 、ディエゴ・ピネル (Diego Pinel) が彼に付き添っている。右側には、神聖ローマ皇帝カール5世とモゼッタを纏った不明の人物たちがいる。画面中央のテーブルには羊皮紙があり、スルバラン自身のものも含め何人かの署名が見える。